# Comuna Ișcălău, Fălești
Comuna Ișcălău este o comună din raionul Fălești, Republica Moldova. Este formată din satele Ișcălău (sat-reședință), Burghelea și Doltu.

## Demografie
Conform datelor recensământului din 2014, comuna are o populație de 2.441 de locuitori. La recensământul din 2004 erau 2.825 de locuitori.

## Administrație și politică
Componența Consiliului local Ișcălău (11 consilieri), ales la 5 noiembrie 2023, este următoarea:
|  | Partid                                       | Consilieri | Componență | Componență | Componență | Componență |
|  | -------------------------------------------- | ---------- | ---------- | ---------- | ---------- | ---------- |
|  | Partidul Nostru                              | 4          |            |            |            |            |
|  | Candidat independent SILVIA CIOBANU          | 1          |            |            |            |            |
|  | Partidul Schimbării                          | 2          |            |            |            |            |
|  | Partidul Comuniștilor din Republica Moldova  | 1          |            |            |            |            |
|  | Partidul Acțiune și Solidaritate             | 1          |            |            |            |            |
|  | Partidul Social Democrat European            | 1          |            |            |            |            |
|  | Partidul Socialiștilor din Republica Moldova | 1          |            |            |            |            |